# Горки (село, Можайский городской округ)
Горки — село в Можайском районе Московской области в составе сельского поселения Горетовское. Численность постоянного населения по Всероссийской переписи 2010 года — 14 человек, в деревне числится 2 улицы. 

## География
Деревня расположена на севере центральной части района, примерно в 24 км к северо-западу от Можайска, на восточном берегу Можайского водохранилища, высота центра над уровнем моря 194 м. Ближайшие населённые пункты по берегу водохранилища — Бычково на северо-западе и Лубёнки на юго-востоке

## История
До 2006 года Горки входили в состав Глазовского сельского округа.
Постановлением Губернатора Московской области от 21 февраля 2019 года № 76-ПГ категория населённого пункта изменена с «деревня» на «село».